# Andreaskirche (Ružomberok)

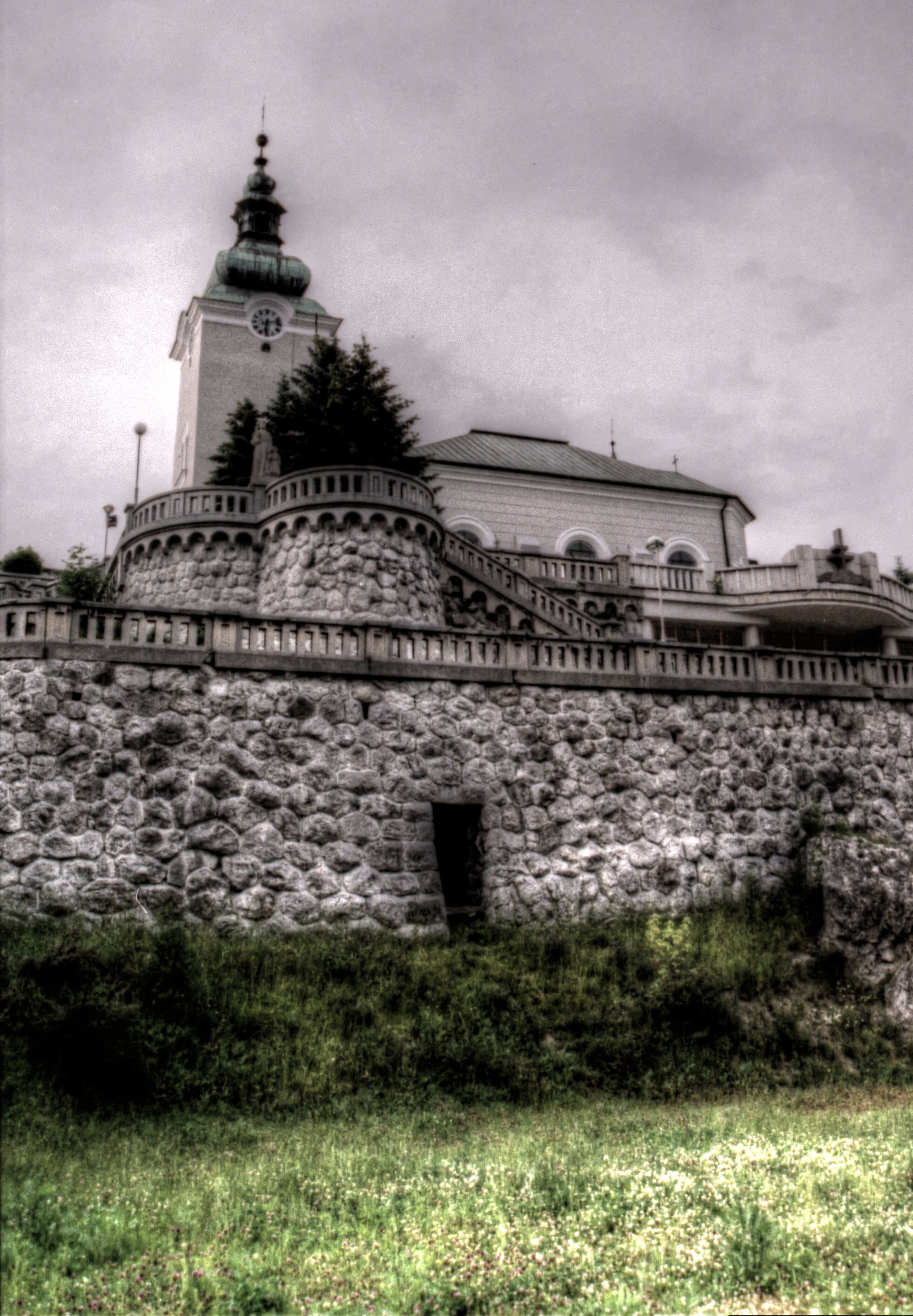
Andreaskirche in Ružomberok

Die Andreaskirche (slowakisch Kostol svätého Ondreja) ist eine römisch-katholische Pfarrkirche in der nordslowakischen Stadt Ružomberok (deutsch Rosenberg). Sie befindet sich am nordöstlichen Ende des Marktplatzes (heutiger slowakischer Name Námestie Andreja Hlinku, deutsch Andrej-Hlinka-Platz), gleich neben dem Rathaus.
Die ursprüngliche frühgotische Kirche wurde spätestens gegen die Wende des 13. und 14. Jahrhunderts errichtet und trug das Patrozinium des Hl. Ladislaus. Sie hatte einen bis heute bestehenden, großzügig angelegten Turm und wahrscheinlich quadratisches Presbyterium. Zum ersten Mal wurde die Kirche in den 1340er Jahren erwähnt. 1445 wurde das Areal der Kirche wegen der Überfälle der böhmischen Söldner, bratríci genannt, befestigt. Zu einer Zeit nach 1500 kam es zu einem größeren spätgotischen Umbau, bei dem ein neues polygonales Presbyterium sowie eine zweistöckige Sakristei gebaut wurden und wahrscheinlich auch das Patrozinium auf Hl. Andreas wechselte. Die 1506 gegossene Glocke Andreas im Turm ist eventuell mit diesem Umbau verbunden.
1583 brannte die Kirche aus und wurde zwei Jahre später im Stil der Renaissance, unter teilweiser Wiederverwendung der alten Grundmauern, wieder aufgebaut. Sowohl das Schiff als auch das Presbyterium erhielten Halbkreisgewölbe auf vier Pfeilern, sodass der neue Kirchenbau dreischiffig wurde. An der Westseite entstand eine Tribüne. Ab 1611 nutzte die protestantische Gemeinde die Kirche, im Laufe des 17. Jahrhunderts wechselten sich die Besitzer mehrmals, bis sie 1709 definitiv katholisch wurde. Die Barockisierungsarbeiten im 17. und 18. Jahrhundert betrafen vor allem den Turm, im 19. Jahrhundert entstanden die Kapelle des Hl. Nepomuk, eine neue Sakristei sowie die Kapelle Grab Gottes. Nach einem großen Umbau von 1900 bis 1902 erhielt die Kirche das heutige neoromanische Aussehen, mit neuen Zubauten an den Nord- und Südseiten und einem neuen Treppenturm. Der slowakische Maler Jozef Hanula malte 1902–1903 die Fresken in der Kirche, die später teilweise entweder übermalt oder zerstört wurden. Später entstanden die Glasmalereien von Ľudovít Fulla. An die einstige mittelalterliche Kirche erinnert seither nur das gotische Taufbecken aus dem frühen 16. Jahrhundert.
1940 wurde das Innere der Kirche neu umgestaltet mit Travertin- und Marmorverkleidung und neuen Fresken von E. Massányi mit dem Ziel, den Repräsentationswert der mit dem slowakischen Politiker Andrej Hlinka verbundenen Kirche zu erhöhen. Von 1905 bis zu seinem Tod im August 1938 war Hlinka Pfarrer in der Kirche. Das ummauerte Areal mit dem Pfarrhaus und einer katholischen Schule musste dem 1938–1939 errichteten Mausoleum von Andrej Hlinka weichen. Die bisher letzte Renovierung im Jahr 2002 betraf vor allem die Fassade.